# Grupo de Visegrado
O Grupo de Visegrado (V4; em polonês/polaco: Grupa Wyszehradzka; em húngaro: Visegrádi Együttműködés; em tcheco/checo: Višegrádská skupina; em eslovaco: Vyšehradská skupina) é uma aliança política e cultural entre quatro países da Europa Central — nomeadamente, Hungria, Polônia, República Checa e Eslováquia — para fins de coordenação política internacional e cooperação regional.
A Aliança de Visegrado toma forma no fim da Guerra Fria, com a implosão do bloco socialista no Leste Europeu e a transição das economias regionais para a economia de mercado. Em meio ao conturbado contexto das Revoluções de 1989, pervadido de incertezas políticas, grandes expectativas coletivas e acentuadas mudanças de trajetória, as lideranças das incipientes democracias orientais identificam interesses políticos e aspirações estratégicas comuns entre seus respectivos povos e nações, esboçando, então, a atual configuração do Grupo.
Muito embora configure um caso de coordenação política transnacional e articulação regional de reconhecido sucesso, o Grupo de Visegrado ainda apresenta um grau relativamente baixo de institucionalização, funcionando, em diversos âmbitos e aspectos, muito mais como um fórum estratégico de articulação política e cooperação subregional que propriamente como um bloco regional interno à União Europeia.

## Contexto Histórico e Antecedentes
Seu nome deriva de uma histórica cúpula realizada entre os soberanos Carlos I da Hungria, Casimiro III da Polônia e João I da Boêmia, em 1335, na cidade húngara de Visegrado, quando concordaram em criar novas rotas comerciais que evitassem Viena, facilitando o acesso a outros mercados europeus. Um segunda reunião teve lugar, também em Visegrado, em 1339.

## Grupo de Visegrado hoje

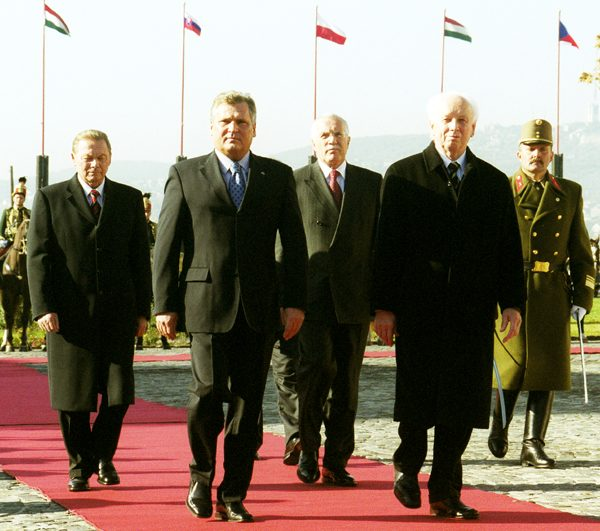
Presidentes dos membros do V4 em Budapeste, em 2003.

O moderno V4 formou-se na mesma cidade, em 15 de Fevereiro de 1991, durante uma reunião entre os chefes de governo dos países membros (que se tornaram quatro em 1993, após a divisão da Checoslováquia), com o objetivo de reforçar a cooperação e promover a integração do grupo à União Europeia. Essa estratégia mostrou-se bem sucedida: os membros do grupo aderiram à comunidade europeia, ao lado de outros seis países, em 1 de maio de 2004.
Alcançado o primeiro grande objetivo comum aos Estados-membros, a Aliança de Visegrado prosseguiu seu trabalho com iniciativas políticas e projetos de cooperação entre os quatro países, em campos tão diversos quanto a cultura, a educação e a ciência, para além da área econômica.
Neste último campo, fundamental ao pleno desenvolvimento das nações integrantes, foi instituído em 1999 o Fundo de Investimento Internacional de Visegrado, com sede na capital eslovaca, Bratislava. Por decisão dos chefes de governo dos países membros, desde 2005 o fundo tem um orçamento anual de 3 milhões de euros.
Os países do V4 ostentam as maiores economias ex-comunistas da Europa, constituindo ainda, logo após Eslovênia e Estônia, os maiores PIBs per capita da Europa Oriental. Todos têm uma economia de mercado relativamente desenvolvida e elevadas taxas de crescimento econômico, servindo de referência na região.